# Michael Ande
Michael Ande (Bad Wiessee, 5 ottobre 1944) è un attore e doppiatore tedesco.
Come attore, è attivo in campo cinematografico, teatrale e televisivo e, dalla metà degli anni cinquanta in poi, ha partecipato sinora ad una cinquantina di produzioni, tra cinema e televisione. Il suo ruolo più famoso è tuttavia quello di Gerd Heymann nella serie televisiva Il commissario Köster/Il commissario Kress/Il commissario Herzog (Der Alte), ruolo che ha interpretato dal 1976 al 2016 e che lo ha visto protagonista di circa 350 episodi. Come doppiatore, ha prestato la propria voce ad attore quali Luca Barbareschi, Jeff Daniels, Mel Gibson, Christopher Lambert, Burt Reynolds, James Woods, ecc.

## Biografia
Michael Ande è nato a Bad Wiessee, nell'Alta Baviera, il 5 ottobre 1944. Inizia a recitare a soli 11 anni, ottenendo nel 1955 il ruolo principale nel film franco-tedesco Marianne de ma jeunesse/Marianne, meine Jugendliebe, dove recita al fianco di Horst Buchholz e Marianne Hold. Sempre come attore bambino, tra il 1955 e il 1958, ottiene numerosi altri ruoli di rilievo, tra cui quello di Werner von Trapp nei film La famiglia Trapp (Die Trapp-Familie, 1956) e La famiglia Trapp in America (Die Trapp-Familie in Amerika, 1958).
Negli anni sessanta, si dedica principalmente al teatro e alla televisione. È tra l'altro protagonista, al fianco di Helga Anders, del film per la televisione del 1962 Peter Pan. Nel 1969, recita nella serie televisiva Fink & Co. nel ruolo di Thomas Kramer, mentre, all'inizio degli anni settanta, recita, tra l'altro, in 14 episodi della serie televisiva Der schwarze Graf e in 28 puntate della serie Fußballtrainer Wulff. Nel 1976, ottiene il ruolo di Gerd Heymann, l'assistente di Erwin Köster (Siegfried Lowitz), nella serie televisiva Il commissario Köster (Der Alte). Nel frattempo, continua anche la propria attività di attore teatrale, che lo vede impegnato tra l'altro in Drei Männer im Schnee (1984), dove recita al fianco di Karl Schönböck e Franz Muxeneder.

### Vita privata
Quando non è impegnato sul set, Michael Ande vive a Schliersee, nelle Alpi bavaresi, con la propria famiglia. Nel tempo libero, ama sciare e andare in motocicletta.

## Filmografia parziale

### Cinema
- Marianne de ma jeunesse/Marianne, meine Jugendliebe (1955; ruolo: Félix)
- Ich weiß, wofür ich lebe (1955; ruolo: Pit), regia di Paul Verhoeven
- Griff nach den Sternen (1955; ruolo: Peppino)
- Il ricco e il povero (Zärtliches Geheimnis, 1956; ruolo: Rosmarin von Stetten/Thymian Retzer), regia di Wolfgang Schleif
- Stimme der Sehnsucht (1956)
- La famiglia Trapp (Die Trapp-Familie), regia di Wolfgang Liebeneiner (1956)
- Das Hirtenlied vom Kaisertal (1956), regia di Max Michel
- Die Prinzessin von St. Wolfgang (1957), regia di Harald Reinl
- Der schönste Tag meines Lebens (1957; ruolo: Toni), regia di Max Neufeld
- Skandal in Ischl (1957)
- El Hakim (1957; ruolo: Ibrahim da bambino), regia di Rolf Thiele
- Il prigioniero di Stalingrado (1958; ruolo: Sergej)
- La famiglia Trapp in America (Die Trapp-Familie in Amerika) (1958)
- Il bacio del sole (Don Vesuvio) (1958), regia di Siro Marcellini
- Majestät auf Abwegen (1958)
- Wenn die Glocken hell erklingen (1959)
- Verdammt zur Sünde (1964), regia di Alfred Weidenmann
- Pechvogel - Ein Spectaculum für große und kleine Leute (1967)
- Zurück auf Los! (2000)

### Televisione
- Peter Pan (film TV, 1962; ruolo: Peter Pan)
- Der kleine Lord, regia di Franz Josef Wild – film TV (1962)
- Die Grotte (1963)
- Der trojanische Krieg findet nicht statt (1964)
- Hava, der Igel (1966; ruolo: Mendel Mandelblüth)
- Die Schatzinsel (1966-1967, 4 episodi; ruolo: Jim Hawkins), regia di Wolfgang Liebeneiner
- Kinder des Schattens (1968; ruolo: Sven)
- Finke & Co. (serie TV, 1969; ruolo: Thomas Kramer)
- Der schwarze Graf (serie TV, 1970; ruolo: Jonathan)
- Warum ist es am Rhein so schön? (1970)
- Ich träume von Millionen (1971)
- Das provisorische Leben (1971; ruolo: Andreas Ott)
- Mucki (1972)
- Fußballtrainer Wulff (1972-1973, 3 episodi; ruolo: Heinz Kudrowski)
- Die Powenzbande – miniserie TV (1973)
- Der Kommissar (1 episodio, 1974)
- L'ispettore Derrick (Derrick, serie TV, episodio "Il nostro amico Rohn", 1975; ruolo: Richard Kern)
- Il commissario Köster/Il commissario Kress/Il commissario Herzog (Der Alte, serie TV, 1976-2016; ruolo: Gerd Heymann)
- Polizeiinspenktion 1 (serie TV, 1 episodio, 1977; ruolo: Clausus)
- Lucie, postrach ulice (1980)
- Doctor Snuggles – serie TV, (1981)
- Liebe Melanie (1983)
- Polizeiinspenktion 1 – serie TV, 1 episodio (1985)
- Zur Freiheit – serie TV, 2 episodi (1987)
- Polizeiinspenktion 1 – serie TV, 1 episodio (1988)
- L'ispettore Derrick (Derrick) – serie TV , 1 episodio (1988)

## Teatro (Lista parziale)[3]
- Graf Schorschi (1976)
- Drei Männer im Schnee (1984)

## Doppiatori italiani
- Ne Il commissario Köster/Il commissario Kress/Il commissario Herzog, Michael Ande è doppiato da Luca Ward e da Domenico Crescentini.[9][10][11]